# Gran Premio di Germania 1954
Il Gran Premio di Germania 1954 fu la sesta gara della stagione 1954 del Campionato mondiale di Formula 1, disputata il 1º agosto sul Circuito del Nürburgring. La manifestazione fu segnata dalla tragica scomparsa dell'argentino Onofre Marimon, morto durante le prove a causa di un'uscita di pista; si trattò del primo incidente mortale avvenuto nella storia della Formula 1 (ma non del campionato mondiale, in quanto un anno prima alla 500 Miglia di Indianapolis era morto Chet Miller).
Dopo oltre tre ore e quarantacinque minuti di corsa (la gara detiene il record di durata effettiva nella storia della Formula 1), vinse Juan Manuel Fangio su Mercedes, seguito da Mike Hawthorn su Ferrari, che sostituì in gara José Froilán González, sconvolto per la morte di Marimon. Terza piazza per il francese Maurice Trintignant su Ferrari.

## Qualifiche

### Resoconto
Dopo la sconfitta riportata ad opera delle Ferrari nel gran premio precedente, la Mercedes porta al Nürburgring una nuova versione a ruote scoperte della W196 per Juan Manuel Fangio, Karl Kling ed Hermann Lang, mentre Hans Herrmann continua ad usare il modello carenato.
La sessione di qualifica vede Fangio conquistare la pole position davanti ad Hawthorn, ma è funestata dall'incidente mortale di Onofre Marimon; mentre percorre un tratto in discesa, il pilota argentino perde il controllo della sua Maserati, esce di pista e si ribalta diverse volte, spirando pochi minuti dopo. Luigi Villoresi e Ken Wharton, compagni di squadra di Marimon si ritirano dalla manifestazione, addolorati dal tragico evento, mentre Sergio Mantovani decide di prendere il via.
Stirling Moss, al volante di una Maserati privata, si schiera in terza posizione, davanti alla Mercedes di Hans Herrmann, al trionfatore di Silverstone José Froilán González e al sorprendente Paul Frère su Gordini.
| Pos | N° | Pilota                | Auto             | Squadra                   | Tempo   | Distacco |
| --- | -- | --------------------- | ---------------- | ------------------------- | ------- | -------- |
| 1   | 18 | Juan Manuel Fangio    | Mercedes W196    | Daimler-Benz              | 9:50.1  | -        |
| 2   | 3  | Mike Hawthorn         | Ferrari 625      | Scuderia Ferrari          | 9:53.3  | +3.2     |
| 3   | 16 | Stirling Moss         | Maserati 250F    | Privato                   | 10:00.7 | +10.6    |
| 4   | 20 | Hans Herrmann         | Mercedes W196    | Daimler-Benz              | 10:01.8 | +11.7    |
| 5   | 1  | José Froilán González | Ferrari 625      | Scuderia Ferrari          | 10:01.9 | +11.8    |
| 6   | 10 | Paul Frère            | Gordini 16       | Equipe Gordini            | 10:05.9 | +15.8    |
| 7   | 2  | Maurice Trintignant   | Ferrari 625      | Scuderia Ferrari          | 10:07.5 | +17.4    |
| 8   | 6  | Onofre Marimon        | Maserati 250F    | Officine Alfieri Maserati | 10:11.3 | +21.2    |
| 9   | 9  | Jean Behra            | Gordini 16       | Equipe Gordini            | 10:11.9 | +21.8    |
| 10  | 5  | Luigi Villoresi       | Maserati 250F    | Officine Alfieri Maserati | -       | -        |
| 11  | 21 | Hermann Lang          | Mercedes W196    | Daimler-Benz              | 10:13.1 | +23.0    |
| 12  | 24 | Robert Manzon         | Ferrari 625      | Ecurie Rosier             | 10:16.1 | +26.0    |
| 13  | 4  | Piero Taruffi         | Ferrari 625      | Scuderia Ferrari          | 10:23.0 | +32.9    |
| 14  | 15 | Harry Schell          | Maserati 250F    | Privato                   | 10:28.7 | +38.6    |
| 15  | 7  | Sergio Mantovani      | Maserati 250F    | Officine Alfieri Maserati | 10:39.1 | +49.0    |
| 16  | 11 | Clemar Bucci          | Gordini 16       | Equipe Gordini            | 10:43.7 | +53.6    |
| 17  | 8  | Roberto Mieres        | Maserati 250F    | Privato                   | 10:47.0 | +56.9    |
| 18  | 25 | Louis Rosier          | Ferrari 625      | Ecurie Rosier             | 11:04.3 | +74.2    |
| 19  | 14 | Prince Bira           | Maserati 250F    | Prince Bira               | 11:10.3 | +80.2    |
| 20  | 12 | André Pilette         | Gordini 16       | Equipe Gordini            | 11:13.4 | +83.3    |
| 21  | 22 | Theo Helfrich         | Klenk Meteor-BMW | H Klenk                   | 11:18.3 | +88.2    |
| 22  | 17 | Ken Wharton           | Maserati 250F    | Owen Racing Organisation  | -       | -        |
| 23  | 19 | Karl Kling            | Mercedes W196    | Daimler-Benz              | 11:21.0 | +90.9    |

## Gara

### Resoconto
Fangio e Kling balzano subito al comando della gara con le loro Mercedes, mentre Mike Hawthorn, uno dei principali pretendenti alla vittoria, si deve ritirare nelle fasi iniziali per la rottura di un asse; lo imiteranno Moss, Frere e il pilota privato Roberto Mieres. Hermann Lang, idolo dei tifosi locali e stella dell'automobilismo tedesco prima della guerra, è costretto al ritiro dopo 10 giri: sarà la sua ultima apparizione in un Gran Premio valido per il Campionato del Mondo di Formula 1.
Al 16º giro Fangio continua a comandare davanti al compagno Kling e a Gonzalez; quest'ultimo abbandona la competizione addolorato per la morte del connazionale Marimon, cedendo il volante della sua Ferrari al compagno Mike Hawthorn, che parte all'inseguimento delle Frecce d'Argento. Sale al secondo posto quando Kling si ferma ai box per rifornire, e comincia ad incalzare la vettura di Fangio. Verso la fine della gara, però, l'inglese, rallentato dalla pioggia, rinuncia ad attaccare il rivale, e si accontenta di preservare la posizione dalla vettura gemella di Maurice Trintignant.
Fangio vince così una gara dominata dall'inizio alla fine, la quarta in stagione e l'undicesima in Formula 1; alle sue spalle finiranno Hawthorn, Trintignant, Karl Kling, che si aggiudica anche il punto per aver fatto segnare il giro più veloce della gara, e Sergio Mantovani, per la prima volta in carriera a punti, che porta una magra consolazione alla Maserati. Il pilota argentino aumenta con questa vittoria il suo distacco dai rivali in classifica: ora ha più del doppio dei punti del secondo, Gonzalez, e una vittoria nel Gran Premio successivo, in Svizzera, gli consegnerebbe il secondo titolo iridato.
La gara, durata 3 ore e 45 minuti, è rimasta per quasi cinquantasette anni la più lunga della storia della Formula 1 (escludendo le gare della 500 miglia di Indianapolis valevoli per il campionato del mondo tra il 1950 e il 1960). Questo record verrà battuto solo dal Gran Premio del Canada 2011, che durò poco più di 4 ore, anche se in quell'occasione ci fu un'interruzione di circa due ore dovuta alla pioggia battente, la quale, in seguito alla norma introdotta pochi anni prima, viene considerata anch'essa nel tempo finale di gara.

### Risultati
| Pos | N° | Pilota                              | Auto             | Giri | Tempo/Causa Ritiro | Pos. griglia | Punti |
| --- | -- | ----------------------------------- | ---------------- | ---- | ------------------ | ------------ | ----- |
| 1   | 18 | Juan Manuel Fangio                  | Mercedes W196    | 22   | 3:45:45.8          | 1            | 8     |
| 2   | 1  | José Froilán González Mike Hawthorn | Ferrari 625      | 22   | +1' 36.5           | 5            | 3     |
| 3   | 2  | Maurice Trintignant                 | Ferrari 625      | 22   | +5' 08.6           | 7            | 4     |
| 4   | 19 | Karl Kling                          | Mercedes W196    | 22   | +6' 06.5           | 23           | 4     |
| 5   | 7  | Sergio Mantovani                    | Maserati 250F    | 22   | +8' 50.5           | 15           | 2     |
| 6   | 4  | Piero Taruffi                       | Ferrari 625      | 21   | +1 giro            | 13           |       |
| 7   | 15 | Harry Schell                        | Maserati 250F    | 21   | +1 giro            | 14           |       |
| 8   | 25 | Louis Rosier                        | Ferrari 625      | 21   | +1 giro            | 18           |       |
| 9   | 24 | Robert Manzon                       | Ferrari 625      | 20   | +2 giri            | 12           |       |
| 10  | 9  | Jean Behra                          | Gordini 16       | 20   | +2 giri            | 9            |       |
| Rit | 14 | Prince Bira                         | Maserati 250F    | 18   | Sterzo             | 19           |       |
| Rit | 21 | Hermann Lang                        | Mercedes W196    | 10   | Uscita di pista    | 11           |       |
| Rit | 11 | Clemar Bucci                        | Gordini 16       | 8    | Ruota              | 16           |       |
| Ret | 22 | Theo Helfrich                       | Klenk Meteor-BMW | 8    | Motore             | 21           |       |
| Ret | 20 | Hans Herrmann                       | Mercedes W196    | 7    | Perdita carburante | 4            |       |
| Rit | 10 | Paul Frère                          | Gordini 16       | 4    | Ruota              | 6            |       |
| Rit | 3  | Mike Hawthorn                       | Ferrari 625      | 3    | Trasmissione       | 2            |       |
| Rit | 8  | Roberto Mieres                      | Maserati 250F    | 2    | Perdita carburante | 17           |       |
| Rit | 16 | Stirling Moss                       | Maserati 250F    | 1    | Ruota              | 3            |       |
| Ret | 12 | André Pilette                       | Gordini 16       | 0    | Sospensioni        | 20           |       |
| NP  | 6  | Onofre Marimon                      | Maserati 250F    |      | Incidente mortale  | 8            |       |
| NP  | 5  | Luigi Villoresi                     | Maserati 250F    |      | Ritirato           | 10           |       |
| NP  | 17 | Ken Wharton                         | Maserati 250F    |      | Ritirato           | 22           |       |

## Statistiche

### Piloti
- 11ª vittoria per Juan Manuel Fangio
- 14° pole position per Juan Manuel Fangio (nuovo record)
- 1° e unico giro più veloce per Karl Kling
- Ultimo Gran Premio per Onofre Marimon, Theo Helfrich e Hermann Lang

### Costruttori
- 2° vittoria per la Mercedes
- 1° e unico Gran Premio per la Klenk

### Motori
- 2° vittoria per il motore Mercedes

### Giri al comando
- Juan Manuel Fangio (1-14, 17-22)
- Karl Kling (15-16)

## Classifica Mondiale
| Pos | Pilota                | Punti |
| --- | --------------------- | ----- |
| 1   | Juan Manuel Fangio    | 36.14 |
| 2   | José Froilán González | 17.64 |
| 3   | Maurice Trintignant   | 15    |
| 4   | Mike Hawthorn         | 10.64 |
| 5   | Karl Kling            | 10    |
| 6   | Bill Vukovich         | 8     |
| 7   | Nino Farina           | 6     |
|     | Jimmy Bryan           | 6     |
| 9   | Jack McGrath          | 5     |
| 10  | Stirling Moss         | 4.14  |
|     | Onofre Marimon        | 4.14  |
| 12  | Robert Manzon         | 4     |
| 13  | Prince Bira           | 3     |
| 14  | Mike Nazaruk          | 2     |
|     | Luigi Villoresi       | 2     |
|     | André Pilette         | 2     |
|     | Élie Bayol            | 2     |
|     | Sergio Mantovani      | 2     |
| 19  | Duane Carter          | 1.5   |
|     | Troy Ruttman          | 1.5   |
| 21  | Hans Herrmann         | 1     |
| 22  | Alberto Ascari        | 0.14  |
|     | Jean Behra            | 0.14  |